# Грязнуха (приток Лабы)
Грязнуха — река в России, протекает в Республике Адыгея.
Устье реки находится в 42 км по левому берегу реки Лаба. Длина реки составляет 53 км, площадь водосборного бассейна — 217 км².

## Данные водного реестра
По данным государственного водного реестра России относится к Кубанскому бассейновому округу, водохозяйственный участок реки — Лаба от впадения реки Чамлык и до устья. Речной бассейн реки — Кубань.
Код объекта в государственном водном реестре — 06020000912108100004248.